# 타키자와 로라

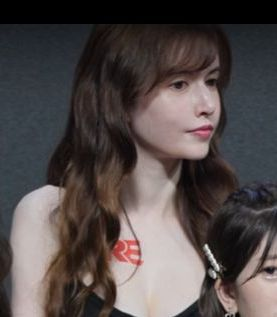

타키자와 로라(일본어: 滝澤 ローラ たきざわ ろら[*], 1991년 6월 1일 ~ )는 포르투갈의 여자 AV 배우다. 키는 170cm에다가 몸무게는 55kg이다. 지금은 미사키 로라(일본어: 水咲 ローラ みさき ろーら[*])라는 개명중이다. 쓰리 사이즈는 B84-W56-H82다. 혈액형은 A형이고 취미는 빵만들기다. 22세로 시작을 하면서 27세는 은퇴를 하게 된다.

## 상세
- 혼혈 AV 여배우로 뛰어난 마스크에 혼혈이라는 특별함이 더해져 제법 인기를 누렸었다. 데뷔전 AV배우 지망생이라는 형식으로 유투브에 올렸던 영상이 화제가 되며 상당한 관심을 끌었으며 그 덕에 데뷔작의 인기는 가히 폭발적이었다.

- 그러나 그 이후 상대적으로 떨어지는 연기력과 이상하게 재미없는 작품들이 발목을 잡아 거짓말처럼 인기가 급감하여 은퇴했다.

- 2012년 11월 한 번 은퇴하고 2013년 4월 타키자와 로라(일본어: 滝澤 ローラ たきざわ ろら[*])에서 미사키 로라(일본어: 水咲 ローラ みさき ろーら[*])로 개명해서 복귀했다. 이때 레이저 제모를 하였고 활동 중에 가슴확대수술을 받아 D컵으로 확대되었다. 연기력도 나름 상승하였다. 특히 중국어권에서 인기를 얻었다.

- 2015년 중국 갑부한테 80억으로 팔렸다는 기사가 나온 뒤 해외팬+국내팬까지 더해지면서 점점 더 관심이 뜨거워졌다.

- 결국 웨이보 계정으로 "기사는 오보고 단지 이벤트성으로 참가했다"라는 글을 쓰면서 해프닝으로 끝났다.

- 하지만 아직까지도 유튜브 영상으로 인해 중국갑부한테 팔려갔구나'라고 생각하는 사람이 많을 것으로 추정된다.

- 2016년 5월29일 기준 일본의 한 풍속점에 등록되어 있다.

- 2017년경까지 지속적으로 레이싱모델, 영화 출연, 화보촬영 등 연예계 활동을 했지만 2018년쯤부터 활동 소식이 전혀 없다. 이때쯤 공개되었던 영상에서 어떤 남자에게 뺨을 맞고 얼굴을 밟히는 영상이 있었지만 현재는 페이스북 등에서 삭제되었다.

- 왼쪽 눈썹 위, 배꼽에 피어싱을 했다. 촬영 중에는 뺀듯하지만 흔적이 남아있다.

- 아버지가 러시아인이고 어머니가 일본인이라고한다.

- 170cm의 장신이다. 연기 중 키 작은 배우들을 위해 무릎을 굽혀야할 정도지만 아버지 키도 2m라고한다.

- 첫경험은 15세에서 16세 시작전 남자 경험은 4명이나 5명이라고 애매하게 두었다.

- 고향이 포르투칼이라고 했지만 도쿄라고 되어있는 곳도 있다.

- 2018년경부터 활동이 전혀 없는거로 보아 AV 연예 활동 모두 중단한 것으로 보인다